# خيمي اسونسو دي لا فوينتي
خيمي اسونسو دي لا فوينتي (بالإسبانية: Jaime Asensio de la Fuente)‏ (7 أكتوبر 1978 بألكوركون في إسبانيا - ) هو لاعب كرة قدم إسباني في مركز الهجوم. لعب مع أتلتيكو مدريد ب ورايو ماخاداهوندا وريكرياتيفو ونادي ألباسيتي ونادي ألكوركون ونادي إكستريمادورا ونادي خيتافي ونادي قرطبة وCF Pozuelo de Alarcón ‏.

## وصلات خارجية
- خيمي اسونسو دي لا فوينتي على موقع قاعدة بيانات كرة القدم.إي يو (الإنجليزية)
- خيمي اسونسو دي لا فوينتي على موقع Soccerway.com (الإنجليزية)